# Ciocârlia (melodie)
Ciocârlia este o melodie de dans lăutărească cu o largă circulație, întâlnită în repertoriul lăutarilor din Ungaria, Polonia și ai unor țări din Peninsula Balcanică
Există opinii care afirmă că inițial melodia ar fi provenit din Asia Centrală, sub forma unei melodii de dans pe care o interpretă dansează imitând mișcările ciocarliei.
Cântată în spațiul cultural românesc cu predilecție la vioară și la nai, actual ea și-a pierdut funcția dansantă și reprezintă o piesă concertantă de virtuozitate instrumentală − de inspirație populară. Reformularea componistică explică prezența în structura sa a unor elemente onomatopeice și de bravură instrumentală ce tind să redea trilul  ciocârliei.

## Evoluție
Melodia a fost inițial culeasă și reformulată instrumental de naistul Angheluș Dinicu, și făcută celebră de către acesta împreună cu violonistul Sava Pădureanu la Expoziția Internațională de la Paris din 1889.
„Angheluș Dinicu fost cel mai înzestrat și mai desăvârșit cântător din naiu pe care i-a avut țara noastră și breasla ei lăutărească. Faimoasa „Ciocârlie", — cocarda muzicei românești în toate manifestările ei din afară de hotare sau față de marile personalități ce ne vin dintr-acolo, — a cărei melodie a fost schițată încă de pe vremea lui Barbu Lăutarul, a fost adăugită și desăvârșită de acest neîntrecut depozitar artistic al stilului curat al adevăratului cântec românesc. Când scotea Angheluș, din buzunarul din dreapta al vestei lui, boabele de fasole sau de mazăre uscată, să le împartă în țevile naiului său ca să zică o Ciocârlie, — toată lumea adunată în localul unde cânta taraful lui încremenea cu paharul la gură, pentru ca apoi, la trilurile sfârșitului, să isbucnească în aplauze ce deveneau adevărate ovațiuni.”—George Costescu, Bucureștii vechiului regat, Editura Universul, 1944, p. 278 
La succesul acestei piese au mai contribuit lăutarii Grigoraș Dinicu (nepotul lui Angheluș)  care a adaptat piesa pentru vioară, și Fănică Luca prin recitalurile, concertele și înregistrările sale, precum  și compozitorul George Enescu − cel care a inclus-o în Rapsodia română (1901-1902).
Diverse variante instrumentale ulterioare au fost lansate, printre care și cea rock, a trupei Phoenix.